# Niggerhead
En varios países de habla inglesa, niggerhead o nigger head (en español 'cabeza de negro') es un antiguo nombre para varias cosas que se cree que se parecen a la cabeza de una persona negra (cf. nigger). Este nombre es ahora tabú en el uso normal.
El término se utilizaba antiguamente para todo tipo de cosas, como bolardos náuticos y productos de consumo como jabón, tabaco de mascar, abrillantador para estufas, ostras y gambas enlatadas, tees de golf y pistolas de juguete, entre otros. A menudo se utilizaba para designar accidentes geográficos como colinas y rocas y objetos geológicos como las geodas. El término aparece en varias patentes estadounidenses de dispositivos mecánicos anteriores a 1950 aproximadamente. Otros idiomas, además del inglés, han utilizado términos similares para describir golosinas de malvavisco recubiertas de chocolate.
En 1955, la Aughinbaugh Canning Company de Misisipi cambió el nombre de sus ostras «Nigger Head Brand» por el de «Negro Head Brand» tras la presión de la National Association for the Advancement of Colored People. Más de un centenar de «Niggerheads» y de otros nombres de lugares que ahora se consideran racialmente ofensivos, fueron cambiados en 1962 por la Junta de Nombres Geográficos de Estados Unidos, pero muchos nombres locales permanecieron sin cambios.
En octubre de 2011, mientras Rick Perry se presentaba como candidato a la presidencia de los Estados Unidos, las controvertidas informaciones de que su familia alquiló un campo de caza que en su día se llamaba «Niggerhead» hicieron que se analizara su historial en cuestiones raciales.
En agosto de 2021, una gran roca de la Universidad de Wisconsin–Madison fue retirada tras las protestas de los estudiantes. El Sindicato de Estudiantes Negros solicitó a la universidad la retirada de la roca porque en un artículo del Wisconsin State Journal de 1925 se la había descrito como «cabeza de negro».